# Chromis xutha
Chromis xutha är en fiskart som beskrevs av Randall, 1988. Chromis xutha ingår i släktet Chromis och familjen Pomacentridae. Inga underarter finns listade i Catalogue of Life.